# Éla (Andromache-dal)
A Éla (magyarul: Gyere) Andromache görög énekesnő dala, mellyel Ciprust képviselte a 2022-es Eurovíziós Dalfesztiválon Torinóban. A dal belső kiválasztás során nyerte el a dalversenyen való indulás jogát.

## Eurovíziós Dalfesztivál
2022. március 9-én vált hivatalossá, hogy a ciprusi műsorsugárzó (CyBC) az énekesnőt választotta ki az ország képviseletére a 2022-es Eurovíziós Dalfesztiválon. A versenydalt ugyanezen a napon mutatták be a Óla szton Aéra elnevezésű műsorban, ezen a napon jelent meg a zene-streamelő szolgáltatásokon is, de videóklipjét napokig a Panic Records lemezkiadó weboldalán lehetett csak elérni, csak március 18-án került fel a dalfesztivál hivatalos YouTube csatornájára.
Az Eurovíziós Dalfesztiválon a dalt először a május 12-én rendezett második elődöntőben adták elő fellépési sorrend szerint kilencedikként az Ausztráliát képviselő Sheldon Riley Not the Same című dala után és az Írországot képviselő Brooke That’s Rich című dala előtt. Az elődöntőben a nézői szavazatok és a nemzetközi zsűrik pontjai alapján nem került be a dal a május 14-én megrendezésre került döntőbe. Ezzel Ciprus 2015 óta először nem volt a döntő részese. Összesítésben 63 ponttal a 12. helyen végzett.
A következő ciprusi induló Andrew Lambrou Break a Broken Heart című dala volt a 2023-as Eurovíziós Dalfesztiválon.